# درجه‌های نظامی نیروهای دفاعی اسرائیل

نشان نیروی دفاعی اسرائیل

نیروهای دفاعی اسرائیل (IDF) دارای ساختار درجه یگانه هستند. درجه‌های نیروهای دفاعی اسرائیل نشان دهنده سطح فرد در ارتش است.
درجه‌های نیروهای دفاعی اسرائیل به سه گروه تقسیم می‌شوند: درجه‌های سربازان وظیفه، از سرباز وظیفه تا گروهبان اول؛ درجه‌های افسران وظیفه، از گروهبان دوم تا افسر ارشد؛ و درجه‌های افسران، از ستوان دوم تا سپهبد. نشان درجه برای پرسنل وظیفه روی بازو، بین آرنج و شانه قرار می‌گیرد، در حالی که درجه‌های افسران وظیفه و درجه‌های افسران روی سردوشی‌های شانه پیراهن پوشیده می‌شود.
از آنجا که ارتش اسرائیل یک نیروی یکپارچه است، درجه‌ها در همه شاخه‌ها یکسان هستند (هیچ تمایزی بین نیروی زمینی، نیروی دریایی، نیروی هوایی و غیره وجود ندارد). این درجه‌ها از درجه‌های شبه‌نظامی هگانا گرفته شده‌اند.

## درجه‌های حال حاضر
| رده                                             | نام درجه، درجه معادل و کدهای ناتو | نشان/سردوشی | نشان/سردوشی | نشان/سردوشی |
| ----------------------------------------------- | --- | ----------- | ----------- | ----------- |
| קציני מטה افسر عمومی                            | (רב-אלוף (רא"ל راو آلوف (راآل) (فرمانده ستاد کل نیروهای دفاعی اسرائیل) (سپهبد, برابر با NATO OF-8) (راو آلوف بمعنی'ژنرال فرمانده')                                                                                 |             |             | ندارد       |
| קציני מטה افسر عمومی                            | אלוף آلوف (فرماندهی شاخه‌ای از ارتش (نیروی زمینی، نیروی هوایی یا دریایی) (سرلشکر, برابر با NATO OF-7) (آلوف, بمعنی "ژنرال")                                                                                         |             |             |             |
| קציני מטה افسر عمومی                            | (תת-אלוף (תא"ל تات آلوف (تاآل) (فرماندهی یکی از شاخه‌های خدمت (سپاه) یا فرمانده لشکر) (سرتیپ, برابر با NATO OF-6) (تات آلوف بمعنی "ژنرال زیردست") [از۱۹۶۸]                                                          |             |             |             |
| קצינים בכירים افسران ارشد                       | (אלוף משנה (אל"מ آلوف میشنیه (آلام) (افسر اجرایی در لشکر; فرمانده تیپ) (سرهنگ, برابر با NATO OF-5) (آلوف میشنیه بمعنی "ژنرال خرد")                                                                                 |             |             |             |
| קצינים בכירים افسران ارشد                       | (סגן-אלוף (סא"ל سغان آلوف (سآل) (افسر اجرایی در تیپ; فرمانده گردان) (سرهنگ دوم, برابر با NATO OF-4) (سغان آلوف بمعنی "معاون ژنرال")                                                                                |             |             |             |
| קצינים בכירים افسران ارشد                       | (רב סרן (רס"ן راو سرن (راسن) (افسر اجرایی در گردان) (سرگرد (ارتش), equivalent to NATO OF-3) (Rav seren means "chief military commander")                                                                           |             |             |             |
| קצינים זוטרים افسران جزء                        | סרן سرن (گروهان / فرمانده رده توپخانه) (سروان, برابر با NATO OF-2) (سرن, بمعنی "سروان") |             |             |             |
| קצינים זוטרים افسران جزء                        | סגן سگن — [از۱۹۵۱] (סגן ראשון (סג"ר سگن ریشون (سگار) — [از۱۹۴۸–۵۱] (افسر اجرایی در گروهان; رهبر جوخه) (ستوان, برابر با NATO OF-1) (سگن ریشون بمعنی "ستوان ارشد")                                                   |             |             |             |
| קצינים זוטרים افسران جزء                        | (סגן-משנה (סג"מ سگن میشنه (سگام) — [از۱۹۵۱] (סגן) سگن — [از ۱۹۴۸–۵۱] (رهبر جوخه) (ستوان دوم، برابر با NATO OF-1) (سگن میشنه, بمعنی "ستوان جزء")                                                                    |             |             |             |
| קצינים אקדמאים کتزینیم آکادمایم افسران دانشگاهی | (קצין אקדמאי בכיר (קא"ב کتزین آکادمای بَخیر (کاآب) (افسر حرفه‌ای درجه یک ذخیره — معادل سروان با درجه افتخاری) (افسر ارشد دانشگاهی)                                                                                   |             |             |             |
| קצינים אקדמאים کتزینیم آکادمایم افسران دانشگاهی | (קצין מקצועי אקדמאי (קמ"א کاتزین میکسوی آکادمای (کاما) (درجه دوم ذخیره — برابر با درجه افتخاری ستوانی) (افسر حرفه‌ای دانشگاهی)                                                                                      |             |             |             |
| נגדים ناگادیم افسران خوردضابط                   | (רב-נגד (רנ"ג راو ناگاد (راناگ) (Sergeant Major of the Army, most senior specialist professional, equivalent to NATO OR-9) (it translates as "chief warrant officer" or "chief NCO") [Since 1993]                  |             |             |             |
| נגדים ناگادیم افسران خوردضابط                   | (רב-נגד משנה (רנ"מ Rav nagad mishne (Ranam) (Command Sergeant Major, senior specialist professional, equivalent to NATO OR-9) (it translates as "junior chief warrant officer" or "junior chief NCO") [Since 2011] |             |             |             |
| נגדים ناگادیم افسران خوردضابط                   | (רב-סמל בכיר (רס"ב راو samal bakhír (رساب) (Sergeant major, senior NCO of a Regiment or Brigade, equivalent to NATO OR-9) (it translates as "senior chief sergeant")                                               |             |             |             |
| נגדים ناگادیم افسران خوردضابط                   | (רב-סמל מתקדם (רס"מ Rav samal mitkadem (Rasam) (First Sergeant, senior NCO of a battalion, equivalent to NATO OR-8) (it translates as "advanced chief sergeant")                                                   |             |             |             |
| נגדים ناگادیم افسران خوردضابط                   | (רב-סמל ראשון (רס"ר راو سامال ریشون (راسار) (گروهبان ارشد، ، برابر با NATO OR-8) |             |             |             |
| נגדים ناگادیم افسران خوردضابط                   | (רב-סמל (רס"ל راو سامال (راسال) (گروهبان، در جوخه، برابر با NATO OR-7) (بمعنی "گروهبان ارشد") |             |             |             |
| חוגרים هوگریم داوطلب خدمت سربازی                | (סמל ראשון (סמ"ר سامال ریشون (سامار) (گروهبان یک گروه، NATO OR-6) (بمعنی "گروهبان دوم") |             |             |             |
| חוגרים هوگریم داوطلب خدمت سربازی                | סמל Samal (گروهبان، a جوخه، NATO OR-5) (it translates as "sergeant".) |             |             |             |
| חוגרים هوگریم داوطلب خدمت سربازی                | (רב טוראי (רב"ט راو تورای (رابات) (سرجوخه، جوخه, NATO OR-4) (it translates as "chief private") |             |             |             |
| חוגרים هوگریم داوطلب خدمت سربازی                | טוראי تورای (سرباز صفر، NATO OR-2) (it translates as "private") | (none)      | (none)      | (none)      |

## خلاصه درجات نظامیارتش اسرائیل
|  |  |  |  |  |  |  |  |  |

|  |  |  |  |  |

|  |  |  |  | سرباز صفر |